# アニメサウンドプロダクション
アニメサウンドプロダクション（登記社名: 株式会社アニメ・サウンド・プロダクシヨン、略: アニメ・サウンド）は、映画・アニメーション・特撮・ドラマの音響効果制作を主な事業内容とする日本の企業。

## 概要・沿革
石田（イシダ）サウンドプロダクション（現フィズサウンドクリエイション）に所属していた加藤昭二が、1977年1月1日に設立した。
加藤昭二は『おらぁグズラだど』以来タツノコプロ作品の大半に参加しており、その流れからアニメサウンド設立当初は『ポールのミラクル大作戦』からのタツノコ作品を主に担当。主にぴえろ・葦プロダクション・ぎゃろっぷ・WHITE FOX・マッドハウス・東京ムービー（現：トムス・エンタテインメント）・ガイナックス・トランス・アーツ・AIC・グループ・タック作品を担当することが多いほか、本田保則、藤山房伸、清水勝則などの音響監督と組むことが多い。
その社名通り、大半の音響効果制作はアニメ作品ではあるが、数少ないながらも実写作品や特撮作品などの音響効果制作も担当している。また、ザック・プロモーション・神南スタジオ・HALF H・P STUDIOが音響制作を担当するアニメ作品に数多く参加している。

## 所属スタッフ
- 野口透（代表）
- 鋤柄務

## 元所属スタッフ
- 井上裕（フィズサウンドクリエイション→）
- 甲斐雅人
- 森賢一（石田（イシダ）サウンドプロダクション→原田サウンド→）
- 加藤昭二（石田（イシダ）サウンドプロダクション→）（元代表） ※名前が昭司と表記される例もあり。
- 松田清
- 古宮理恵
- 風間慎二
- 佐々木純一（元2代目代表、→フリーランス）

## 担当作品

### 所属中

#### 野口 透
- 超音戦士ボーグマン（NTV）
- からくり剣豪伝ムサシロード（NTV）
- パワーストーン（TBS）
- OKAWARI-BOY スターザンS（CX） ※加藤昭二と共同担当
- よろしくメカドック（CX） ※加藤昭二と共同担当
- 炎のアルペンローゼ ジュディ&ランディ（CX） ※#2から, 佐々木純一と共同担当
- まじかるハット（CX）
- 刀語 (CX・MBS)
- 昭和アホ草紙あかぬけ一番!（ANB） ※佐々木純一と共同担当
- ジンキ・エクステンド（EX）
- 光の伝説（ABC-ANN） ※佐々木純一と共同担当
- Bビーダマン爆外伝シリーズ（NBN-ANN）
- マシンロボ クロノスの大逆襲（TX） ※#21から（#20までは加藤昭二）。
- マシンロボ ぶっちぎりバトルハッカーズ（TX）
- 恐竜冒険記ジュラトリッパー（TX）
- 甲虫王者ムシキング 森の民の伝説（TX）
- 遊☆戯☆王デュエルモンスターズ（TX）
- 遊☆戯☆王デュエルモンスターズGX（TX）
- ジャンケンマン（TX）
- 彼氏彼女の事情（TX）
- 赤ちゃんと僕（TX）
- 新世紀エヴァンゲリオン（TX）
- ふしぎ遊戯（TX）
- FF：U 〜ファイナルファンタジー:アンリミテッド〜（TX）
- 魔法のステージファンシーララ（TVO-TXN）
- アイドル天使ようこそようこ（TSC-TXN）
- 無責任艦長タイラー（TSC-TXN）
- 花の魔法使いマリーベル（TSC-TXN） ※#29から甲斐雅人も共同担当
- しましまとらのしまじろう （TSC-TXN）
- しまじろうのわお! （TSC-TXN）※スワラ・プロの小山健二と共同担当
- ジ・エンドレス・ボーグマン・ショウ
- 赤い光弾ジリオン（NTV） ※井上裕と共同担当
- 青いブリンク（NHK）
- あずきちゃん（NHK） ※#40から担当、#39までの担当は井上裕
- はいぱーぽりす
- ダークサイド・ブルース
- バビル2世（OVA版）
- 気分は形而上 実在OL講座
- 放課後のティンカー・ベル
- 愛と剣のキャメロット まんが家マリナ タイムスリップ事件
- レイナ剣狼伝説 ※第2巻・第3巻担当
- ライトニングトラップ レイナ&ライカ
- ハーメルンのバイオリン弾き
- トップをねらえ! 2 -DIE BUSTER-
- フリクリ
- タッチ ※劇場版3部作および♯28から加藤昭二と共同担当
- 人造人間キカイダー THE ANIMATION（KIDS）
- しろくまくん、どこへ？
- ふしぎの海のナディア（NHK）
- 地球防衛家族（WOWOW)
- THE ビッグオー first season（WOWOW）
- へうげもの（NHK）
- キカイダー01 THE ANIMATION ※初回のみ。
- 千と千尋の神隠し ※サウンドリングの伊藤道廣と共同担当
- 猫の恩返し
- 空想の空飛ぶ機械達
- 空想の機械達の中の破壊の発明
- ジオブリーダーズ
- アイドル防衛隊ハミングバード
- タイムボカン王道復古
- 人狼 JIN-ROH
- 立喰師列伝
- 女立喰師列伝 ケツネコロッケのお銀 -パレスチナ死闘編-
- 真・女立喰師列伝
- 星の海のアムリ
- 星を追う子ども
- ハウルの動く城
- 薬師寺涼子の怪奇事件簿
- あしたへフリーキック
- クロックタワー3
- 蒼い記憶 満蒙開拓と少年たち
- パッテンライ!! 〜南の島の水ものがたり〜 ※加藤昭二・鋤柄務と共同担当
- キャシャーン Sins
- ヱヴァンゲリヲン新劇場版:序
- ヱヴァンゲリヲン新劇場版:破
- 劇場版 ヤッターマン 新ヤッターメカ大集合! オモチャの国で大決戦だコロン! ※加藤昭二・鋤柄務と共同担当
- ももへの手紙
- 巨神兵東京に現わる
- ヱヴァンゲリヲン新劇場版:Q
- シン・エヴァンゲリオン劇場版
- CØDE:BREAKER（UHF）
- ブラック・ブレット（UHF）
- 日本アニメ（ーター）見本市
- シン・ゴジラ
- 遊☆戯☆王 THE DARK SIDE OF DIMENSIONS ※鋤柄務と共同担当
- 龍の歯医者 ※鋤柄務と共同担当
- メイドインアビス
- 今日から俺は!! ※♯3から
- ひそねとまそたん（UHF）
- シン・ウルトラマン
- シン・仮面ライダー

#### 鋤柄 務
- ギャラクシーレーサー スキャン2ゴー（SBS（日本未放映））※加藤昭二と共同担当
- ヤッターマン（ytv-NNS）※加藤昭二と共同担当
- 極上!!めちゃモテ委員長（TX）※#35まで, 佐々木純一と共同担当
- 秒速5センチメートル ※加藤昭二と共同担当
- パッテンライ!! 〜南の島の水ものがたり〜 ※加藤昭二、野口透と共同担当
- 劇場版 ヤッターマン 新ヤッターメカ大集合! オモチャの国で大決戦だコロン! ※加藤昭二、野口透と共同担当
- はなかっぱ（NHK）
- 星を追う子ども（効果助手）
- 真救世主伝説 北斗の拳 ※#3~5で佐々木純一と連名で表記
- こわれかけのオルゴール ※劇場版から佐々木純一と共同担当
- 劇場版 テニスの王子様 英国式庭球城決戦! ※古宮理恵、佐々木純一と共同担当
- 新テニスの王子様（TX）
- 戦国コレクション（TX）
- ももへの手紙（効果助手）
- 一発必中!! デバンダー
- ヱヴァンゲリヲン新劇場版:Q（効果助手）
- 絶対防衛レヴィアタン（TX）
- ゆうとくんがいく（ディズニーXD）
- Peeping Life シーズン1?? （NTV)
- ワールドフールニュース（UHF)
- 遊☆戯☆王 THE DARK SIDE OF DIMENSIONS ※野口透と共同担当
- 龍の歯医者 ※野口透と共同担当
- シン・ゴジラ（効果助手）
- シン・エヴァンゲリオン劇場版（効果助手）
- シン・ウルトラマン（効果助手）
- シン・仮面ライダー（効果助手）

### 元所属

#### 松田 清
- チロヌップのきつね（効果助手）

#### 甲斐 雅人
- DETONATORオーガン（効果助手）
- 幽☆遊☆白書（CX）※最終回のみ加藤昭二・古宮理恵と共同担当
- 花の魔法使いマリーベル（TSC-TXN）※#29から, 野口透と共同担当

#### 井上 裕
- ちいさなおばけアッチ・コッチ・ソッチ（NTV）
- レスラー軍団〈銀河編〉 聖戦士ロビンJr.（TX）
- 炎の闘球児 ドッジ弾平（TX）
- とっても!ラッキーマン（TX）
- ドッカン!ロボ天どん（TX）
- サラダ十勇士トマトマン（TX・TVQ）
- 創竜伝
- ここはグリーン・ウッド
- お〜い!竜馬（NHK）
- モンタナ・ジョーンズ（NHK）
- 誕生 〜Debut〜
- あずきちゃん（NHK）※#39まで
- 十二戦支 爆烈エトレンジャー（NHK）
- 麻雀飛翔伝 哭きの竜シリーズ
- ドテラマン（NTV） ※佐々木 純一と連名クレジット
- 赤い光弾ジリオン（NTV） ※野口 透と連名クレジット
- アルスラーン戦記シリーズ ※『II』を除く
- 江口寿史の寿五郎ショウ

#### 古宮 理恵
- 幽☆遊☆白書（CX）※最終回のみ加藤昭二・甲斐雅人と共同担当
- DEATH NOTE（NTV）
- さらい屋 五葉（CX） ※加藤昭二と共同担当
- 学級王ヤマザキ（TX）
- 小さな巨人 ミクロマン（TX）
- わがまま☆フェアリー ミルモでポン!シリーズ（TX）
- おねがいマイメロディ -please,MYMELODY-（TVO-TXN）
- おねがいマイメロディ 〜くるくるシャッフル!〜（TVO-TXN）
- おねがいマイメロディ すっきり♪（TVO-TXN）
- おねがい♪マイメロディ きららっ★（TVO-TXN）
- ジュエルペット（TVO-TXN）
- 仰天人間バトシーラー（TVA-TXN）
- ウルトラマニアック（KIDS）
- へろへろくん（NHK）
- YAT安心!宇宙旅行（NHK）
- よばれてとびでて!アクビちゃん（KIDS）
- アクビgirl（KIDS）
- ドッとKONIちゃん（KIDS）
- 千と千尋の神隠し（効果助手）
- 雲のむこう、約束の場所（効果助手）
- 探偵オペラ ミルキィホームズ（UHF）※第1期のみ, サマー・スペシャル以降はスワラ・プロ
- テニスの王子様全国大会篇 Final ※効果協力は依田安文
- テニスの王子様ANOTHER STORYシリーズ ※第1期のみ効果協力は依田安文, 第2期から
- 劇場版 テニスの王子様 英国式庭球城決戦! ※佐々木純一、鋤柄務と共同担当

#### 森 賢一
原田サウンドへシフト
- 燃えろアーサー 白馬の王子（CX）
- 釣りキチ三平（CX）
- 銀河旋風ブライガー（TX）

アニメ・サウンドへシフト
- サイボットロボッチ (TX) ※#30から
- 銀河漂流バイファム シリーズ（MBS-JNN）
- たいむとらぶるトンデケマン!（CX）
- 超力ロボ ガラット（NBN-ANN）
- デルパワーX 爆発みらくる元気!!
- スクーパーズ
- マッハGoGoGo（TX）
- 超光戦士シャンゼリオン（TX）
- 仮面ライダーZO
- 仮面ライダーJ
- リトルツインズ
- G-onらいだーす（WOWOW） ※Glass.3から
- 時空冒険記ゼントリックス
- モエかん THE ANIMATION
- 永井豪まんが外伝 ダイナミックヒーローズ（ウェブコミック）
- 真魔神伝 バトルロイヤルハイスクール

#### 風間 慎二
- 遊☆戯☆王5D's（TX）※#104から, 佐々木純一と共同担当
- アラド戦記 〜スラップアップパーティー〜（TX）（効果助手）
- 雲のむこう、約束の場所（効果助手）
- ローズオニールキューピー
- マッハガール
- はなれ砦のヨナ

### アニメ・サウンド 名義
- OH!MYコンブ（TBS）
- ホワッツマイケル（TX)
- ファンタジーアドベンチャー 長靴をはいた猫の冒険 (TX)
- シンデレラ物語（効果協力）
- 六神合体ゴッドマーズ 十七歳の伝説
- 天使なんかじゃない
- 活劇少女探偵団
- NEWドリームハンター麗夢 夢の騎士達

### 石田サウンド/イシダサウンドプロ（現フィズサウンド）時代
- ミクロイドS（NET）※＃3、＃4のみ・加藤昭二担当
- 星の子チョビン（TBS）※加藤昭二担当
- みつばちマーヤの冒険（ABC-ANN）※加藤昭二担当
- タイムボカン（CX）※加藤昭二担当
- ゴワッパー5 ゴーダム（ABC-ANN→NET）※加藤昭二担当
- ポールのミラクル大作戦（CX）※加藤昭二担当・#14以降はアニメ・サウンドへシフト
- ドロロンえん魔くん（CX）※森賢一担当
- 海のトリトン (ABC-JNN）※森賢一担当
- ドカベン（CX）※森賢一担当
- 惑星ロボ ダンガードA 宇宙大海戦 ※森賢一担当
- SF西遊記スタージンガー（CX）※森賢一担当
- 氷河戦士ガイスラッガー（ANB）※森賢一担当
- 円卓の騎士物語 燃えろアーサー（CX）※森賢一担当
- キャプテン（NTV）※石田秀憲・小林真二・井上裕と共同
- 長靴をはいた猫 80日間世界一周 ※加藤昭二担当